# Syrenka ve Visle
Syrenka ve Visle, je ocelová exteriérová plastika a pomník umístěný vydlážděném prostoru u trávníku na náměstí Plac Bogumiła Hoffa ve Visle v okrese Těšín ve Slezském vojvodství v jižním Polsku. Nachází se také na levém břehu řeky Visly v pohoří Slezské Beskydy.

## Popis a historie díla
Syrenka ve Visle je dvojbarevná plastika mytologické mořské panny s rybím ocasem. Má rozevláté vlasy, v levé ruce drží kulatý štít a v pravé ruce drží nad hlavou šavli. Dílo je umístěné na zděném kamenném soklu ve tvaru komolého jehlanu s obdélníkovou podstavou. Dílo vzniklo v roce 1958 v kovárně v nedalekém městě Ustroň jako poděkování městu Visla za jeho finanční pomoc při poválečné obnově hlavního města Varšava. Takto ztvárněná Syrenka představuje erbovní znak Varšavy, tzv. Varšavská mořská panna (polsky Warszawska Syrenka). Po pádu polského komunistického režimu v 80. letech dvacátého století, existovaly tendence plastiku odstranit jako relikt polského komunismu a jeho propagandy. Nicméně, k odstranění nedošlo, provedly se renovace díla a v současnosti je Syrenka jedním ze symbolů města a také nejstarší dochovanou exteriérovou sochou města.‎

## Citát na soklu díla
V horní části soklu je připevněná bronzová deska s děkovným nápisem v polštině:
| „ | DAR MIASTA WARSZAWY DLA MIESZKAŃCÓW WISŁY ZA FINANSOWĄ POMOC W ODBUDOWIE STOLICY PO ZNISZCZENIACH II WOJNY ŚWIATOWEJ | DAR MĚSTA VARŠAVY OBYVATELŮM VISLY ZA FINANČNÍ POMOC PŘI OBNOVĚ HLAVNÍHO MĚSTA PO ZNIČENÍ ZA DRUHÉ SVĚTOVÉ VÁLKY | “ |

## Galerie

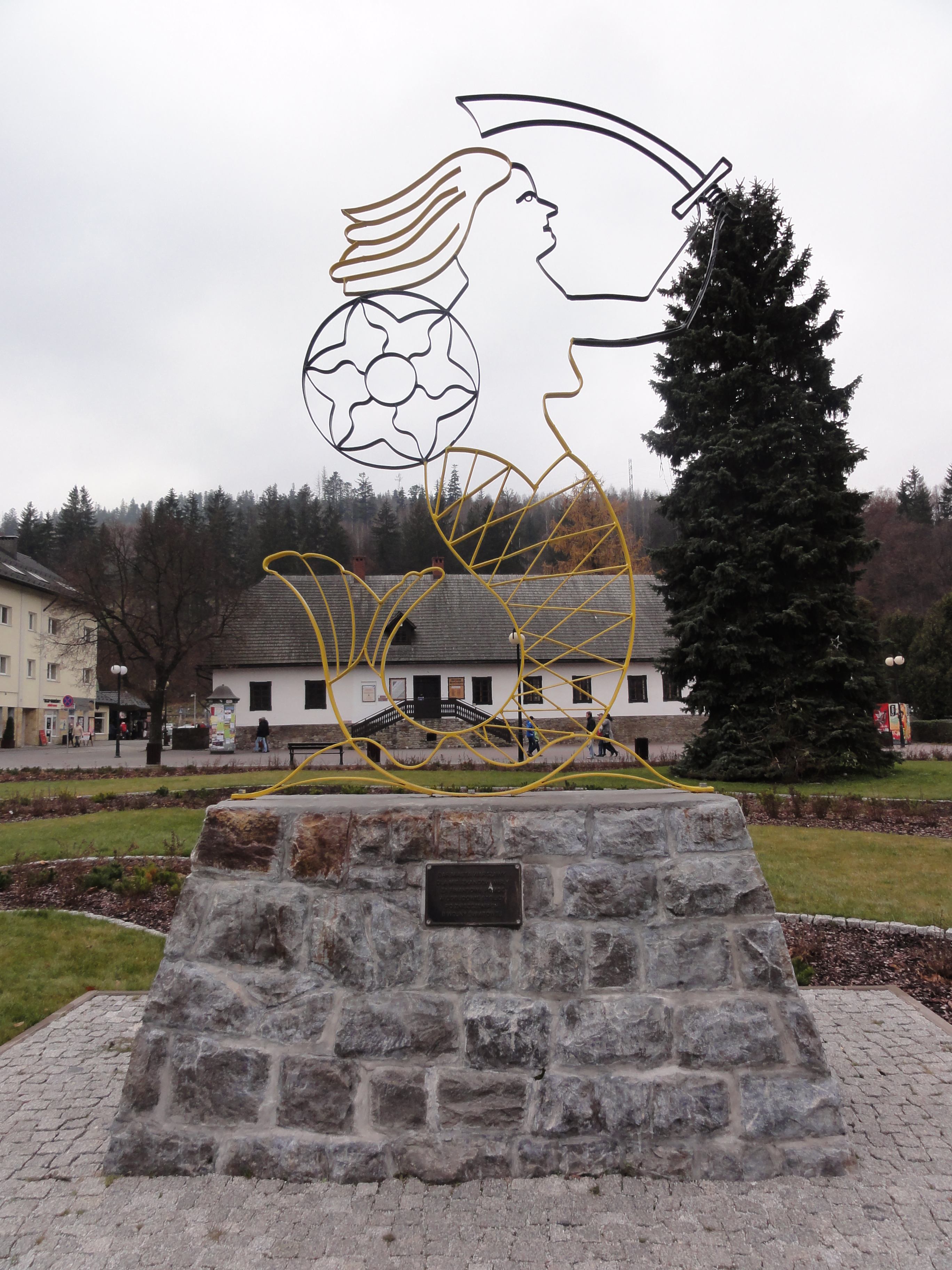
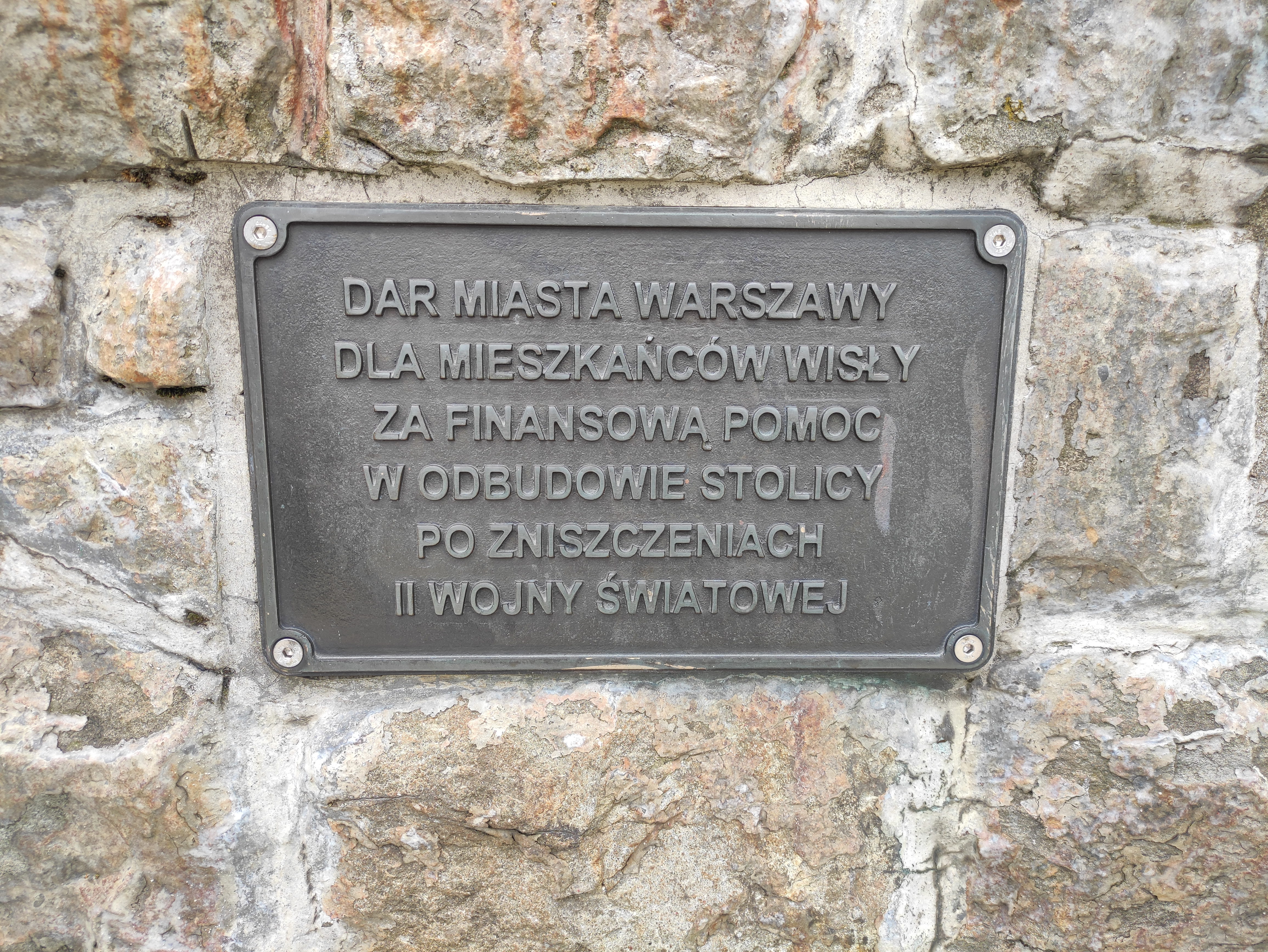